# Avenida de Mayo (Ramos Mejía)
La avenida de Mayo es una de las principales arterias viales de Ramos Mejía, ciudad de más de 100.000 habitantes, ubicada en el Partido de La Matanza, Provincia de Buenos Aires, Argentina.

## Recorrido
La avenida nace desde la Avenida Rivadavia a metros de la Estación Ramos Mejía del Ferrocarril Domingo Faustino Sarmiento.
En ella se encuentra gran parte del centro comercial y financiero de la ciudad, así también los edificios más altos.
La avenida es de intenso tránsito de vehículos particulares y de numerosas líneas de colectivos que conectan el servicio del Ferrocarril Sarmiento con las numerosas localidades del distrito de La Matanza, como lo son Isidro Casanova, San Justo, Villa Luzuriaga, González Catán, Gregorio de Laferrere, Ciudad Evita, entre otras.
A las altura de la numeración 1900 se encuentra el Colegio Wilfrid Barón de la Obra de Don Bosco, inaugurado en 1930.
La avenida termina en la calle Florencio Varela a metros de las vías del Ferrocarril General Roca entre las estaciones San Justo e Ing. Brian, en inmediaciones de la Universidad Nacional de La Matanza.

## Toponimia
Recibe el mismo nombre que la lujosa e histórica Avenida de Mayo de la Ciudad de Buenos Aires.